# 瑟伦·彼得·克里斯滕森
瑟伦·彼得·克里斯滕森（丹麥語：Søren Peter Christensen，1884年10月30日—1927年10月12日），丹麦男子竞技体操运动员。他曾代表丹麦获得1912年夏季奥运会体操比赛男子团体瑞典式银牌。他于1927年在福堡去世。